# Matt Gibbon
Pour les articles homonymes, voir Gibbon (homonymie).
Pas d'image ? Cliquez ici

a Compétitions nationales et continentales officielles uniquement.

b Matchs officiels uniquement.
Dernière mise à jour le 8 août 2025.
Matt Gibbon, né le 3 juin 1995 à Lismore (Australie), est un joueur international australien de rugby à XV évoluant au poste de pilier.

## Biographie
Matt Gibbon est né à Lismore dans la région de la Côte Nord, située dans l'État de Nouvelle-Galles du Sud. Il grandit dans la ville voisine d'Alstonville. 
Il naît de deux parents handicapés mentaux, qui se sont rencontrés dans une structure spécialisée. Il vit avec ses parents jusqu'à ses dix ans, moment où ses parents se séparent, à la suite de l'implication de son père dans des histoires criminelles. Matt Gibbon, ainsi que son frère Alex et sa mère, partent alors vivre chez ses grands-parents maternels.
Matt Gibbon suit son enseignement secondaire dans un premier temps à la Alstonville High School, avant de rejoindre en 2010 le réputé Nudgee College (en) dans le Queensland, en internat. Par la suite, il fait un apprentissage dans le domaine de l'électricité, et travaille comme électricien à côté du rugby jusqu'à l'obtention de son contrat avec les Melbourne Rebels en 2019.
Son frère aîné, Alex Gibbon (en), a été joueur professionnel de rugby, et à notamment joué pour la franchise des Queensland Reds, et a représenté l'équipe d'Australie à sept.

## Carrière

### En club
Matt Gibbon commence à jouer au rugby à XV lors de son enfance, dans le sillage de son frère aîné et sous l'impulsion de son grand-père, avec le club des Wollongbar-Alstonville Pioneers. Lors de sa scolarité au Nudgee College, il joue avec l'équipe de l'établissement dans le championnat scolaire local. À la même période, il représente la sélection réserve du Queensland dans le championnat national scolaire.
Après le lycée, il retourne vivre en Nouvelle-Galles du Sud, et rejoint le club amateur de Southern Districts, évoluant en Shute Shield. Il fait ses débuts en senior lors de la saison 2015, et joue six matchs comme remplaçant lors de cette première saison.
Plus tard en 2015, il est retenu au sein de l'effectif des Greater Sydney Rams pour disputer le National Rugby Championship (NRC). Il dispute seulement trois matchs comme remplaçant lors de sa première saison au niveau professionnel. En 2016, après une grosse saison en Shute Shield avec Southern Districts, il s'impose dans le XV de départ des Rams, disputant les sept matchs de son équipe comme titulaire.
En 2017, il change d'équipe de NRC, et rejoint les NSW Country Eagles. Avec ce club, il reste dans l'ombre de l'international australien Paddy Ryan (en), et doit se contenter d'apparitions en sortie de banc lors de ses deux saisons,.
En juin 2018, il est invité à jouer avec les Melbourne Rebels pour un match d'exhibition contre la Western Force, dans le cadre des World Series Rugby. Plus tard la même année, il est invité à s'entraîner avec les Rebels, pour la présaison 2019. Convaincant lors des entraînements, il obtient alors un contrat pour la saison 2019 de Super Rugby. Il joue son premier match en tant que remplaçant le 15 février 2019 contre les Brumbies. Il est titularisé pour la première fois trois semaines plus tard face à cette même équipe. Il joue un total de seize rencontres, dont quatre titularisations, lors de cette première année en Super Rugby. Auteur de bonnes performances, il prolonge son contrat en fin de saison jusqu'en 2021.
Plus tard en 2019, il rejoint le club de NRC des Melbourne Rising, avec qui il dispute la dernière saison de ce championnat.
Lors de la saison 2020 de Super Rugby, il est élu meilleur pilier gauche australien du championnat. Il prolonge alors une nouvelle fois son contrat, portant son engagement avec les Rebels jusqu'en 2022. Il manque toutefois une partie importante des saisons 2020 et 2021 en raison de blessures à l'épaule.
À la fin de la saison 2023, il prolonge son contrat jusqu'en 2025.
À la fin de la saison 2024, les Rebels sont exclus du Super Rugby en raison de problèmes financiers, et Gibbon se retrouve alors sans club. Dans la foulée, il signe un contrat d'une saison avec les Queensland Reds. Il ne porte cependant jamais le maillot des Reds lors d'un match officiel, puisqu'il est contraint de mettre un terme à sa carrière de joueur en juin 2025, à la suite d'une grave blessure au genou.

### En équipe nationale
Matt Gibbon représente la sélection scolaire australienne (en) en 2015,.
Il est appelé à s'entraîner avec l'équipe d'Australie en juin 2019 par le sélectionneur Michael Cheika, alors qu'elle participe au Rugby Championship. Cela ne découlera cependant pas par une sélection internationale.
En juin 2022, il est sélectionné avec l'équipe d'Australie A (en) (équipe nationale réserve) pour disputer la Coupe des nations du Pacifique. Il joue trois rencontres lors de la compétition.
Un mois plus tard, il est sélectionné avec les Wallabies par Dave Rennie afin de disputer le Rugby Championship 2022. Il obtient sa première sélection le 6 août 2022 contre l'Argentine à Mendoza,.
En juin 2023, il est sélectionné en équipe nationale par Eddie Jones pour participer au Rugby Championship 2023, et préparer la Coupe du monde à venir. Il ne joue qu'un match lors de la compétition, en tant que replaçant. Il n'est ensuite pas retenu dans le groupe de 33 joueurs choisi pour disputer la Coupe du monde en France.

## Statistiques
Matt Gibbon compte 6 capes en équipe d'Australie, dont une en tant que titulaire, depuis le 6 août 2022 contre l'équipe d'Argentine à Mendoza.
Il participe à deux éditions du Rugby Championship, en 2022 et 2023. Il dispute trois rencontres dans cette compétition.